# Євреї на землі
«Євреї на землі» або «Єврей і земля» — радянський пропагандистський документальний фільм 1927, знятий Абрамом Роомом на замовлення ОЗЕТ як частина кампанії проти антисемітизму в СРСР кінця 1920-х років.

## Сюжет
У картині показано, як єврейські колоністи заселяють українські причорноморські і кримські землі. Для більш успішного освоєння покинутих земель створюються комуни, які живуть виключно своїм внутрішньо колоніальним життям. Єврейські колоністи і колоністки представлені як одна велика сім'я на тлі проявів антисемітизму, що посилився в СРСР наприкінці 1920-х років.